# Veletržní palác
Koordinaten: 50° 6′ 4,1″ N, 14° 25′ 57″ O

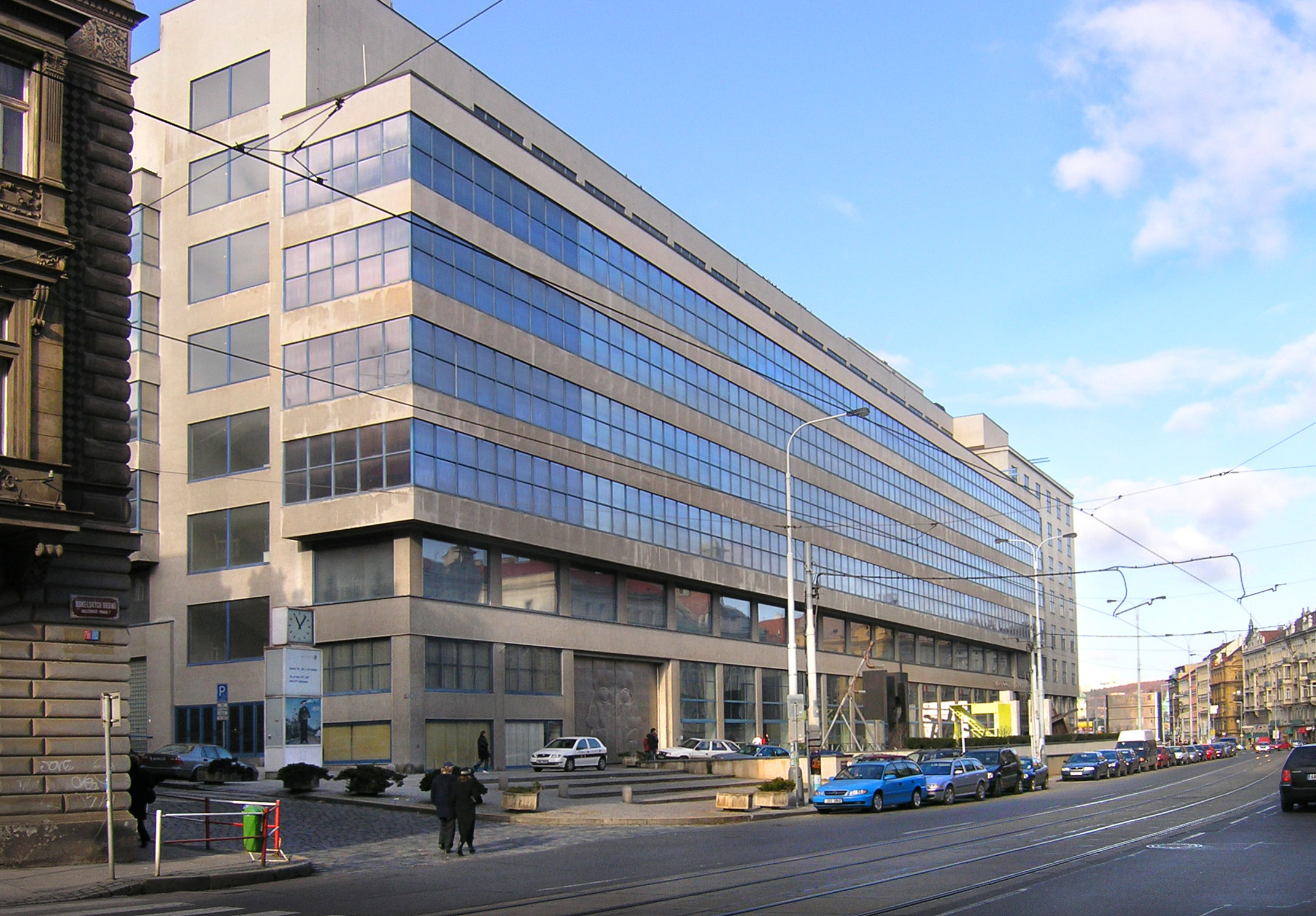
Veletržní palác

Veletržní palác (deutsch Messepalast) ist ein großes Gebäude im Prager Stadtteil Holešovice (Tschechien). Konzipiert wurde es für Messen und Ausstellungen. Das Gebäude wurde von den Architekten Josef Fuchs und Oldřich Tyl entworfen und in den Jahren 1925–1928 im reinen Funktionalstil erbaut.
Als erstes wurden Mustermessen abgehalten. Der Palast begeisterte die Aussteller, aber auch Besucher durch seine Größe und moderne Gestaltung. Nach 1939 wurde das Gebäude zusammen mit dem umliegenden Gelände von den deutschen Reichsbehörden als Sammelstelle für die Juden aus Böhmen und Mähren vor dem Transport in die Konzentrationslager benutzt.
Nach dem Zweiten Weltkrieg wurde er Sitz von Außenhandelsgesellschaften. Am 14. August 1974 brannte das Gebäude nieder. Ende der 1970er Jahre erwarb die Prager Nationalgalerie die Überreste. In den 1990er Jahren wurde das Gebäude rekonstruiert, zum nationalen Kulturgut ausgerufen. Es dient heute als Museum zur ständigen Ausstellung von Kunstwerken des 19., 20. und 21. Jahrhunderts.

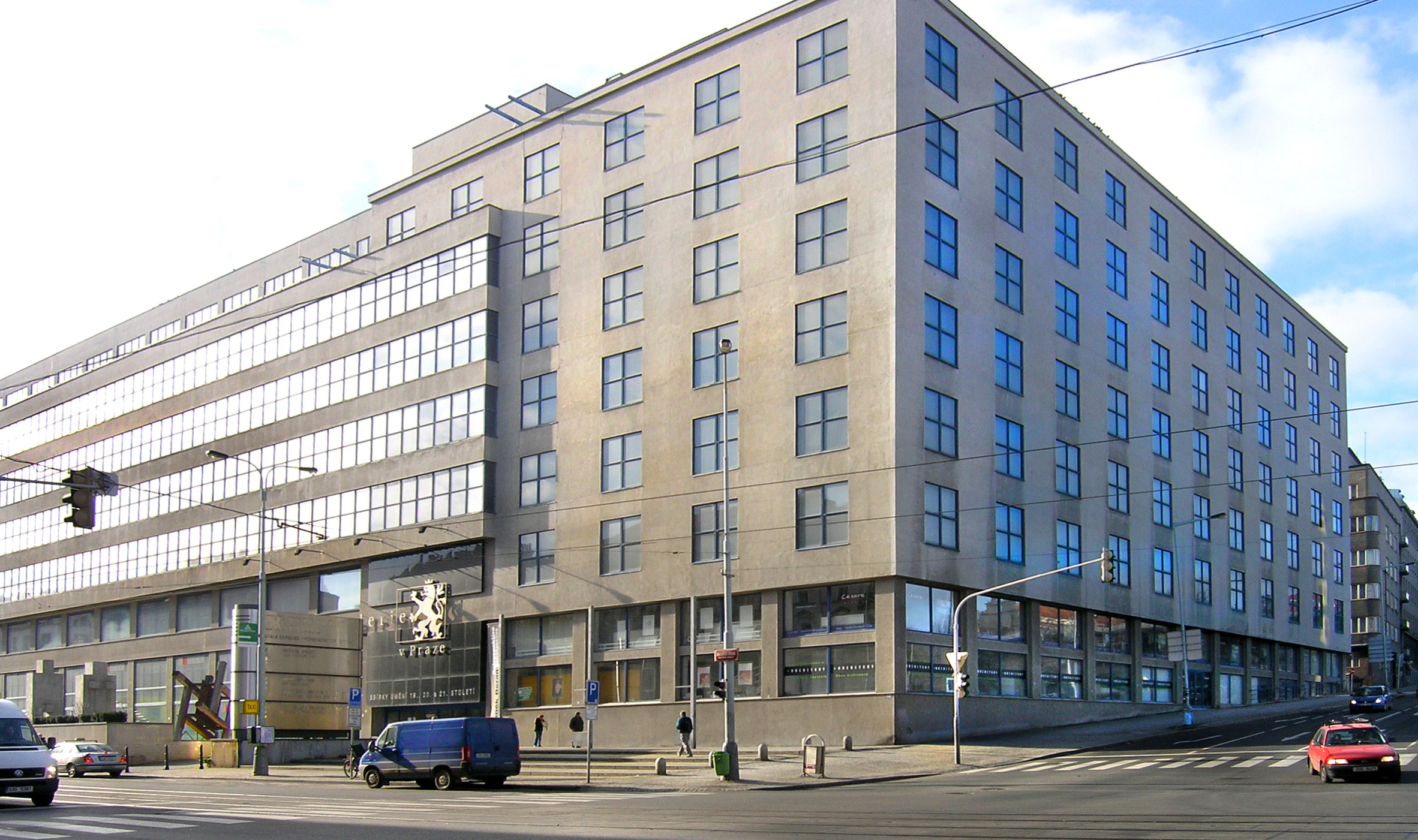
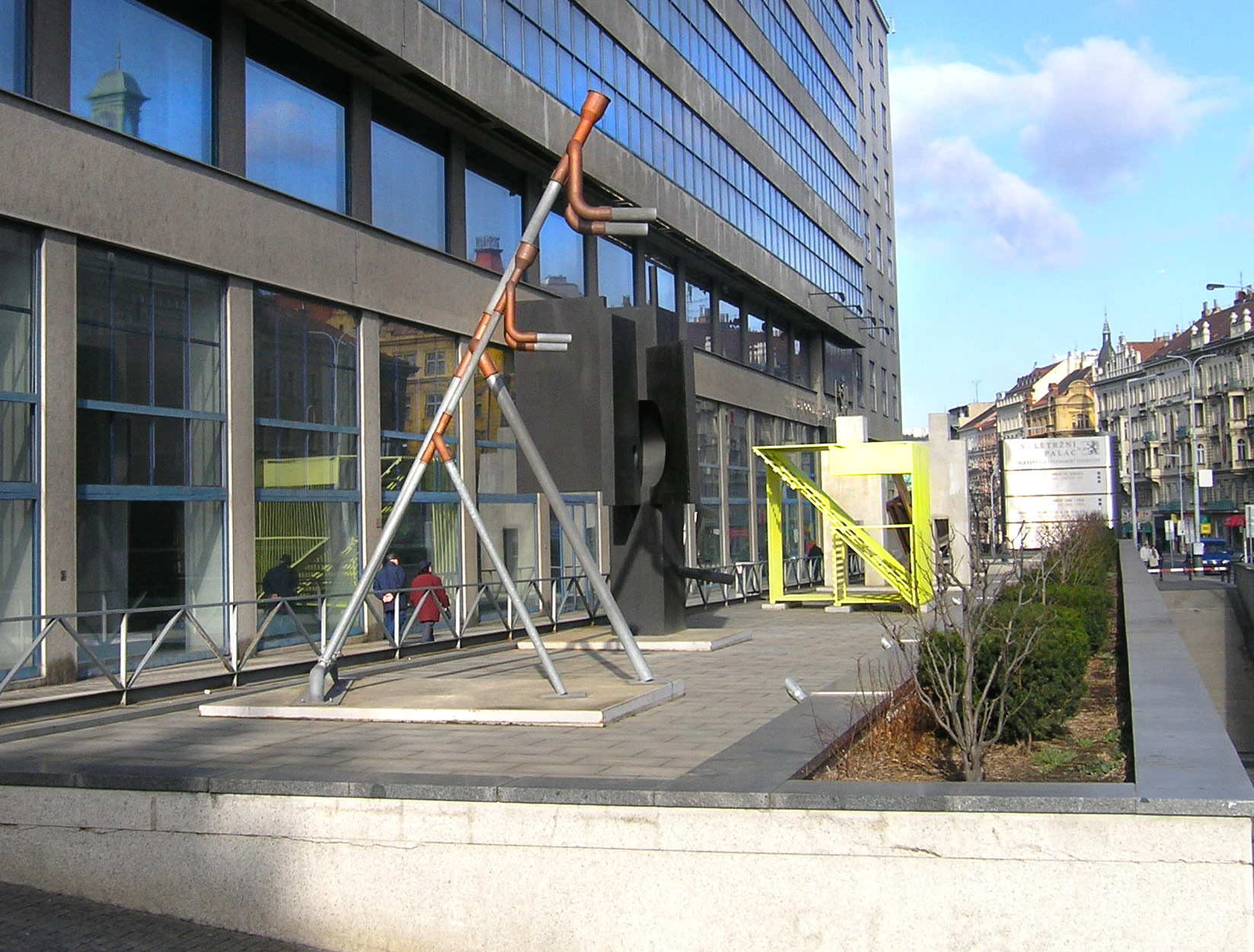
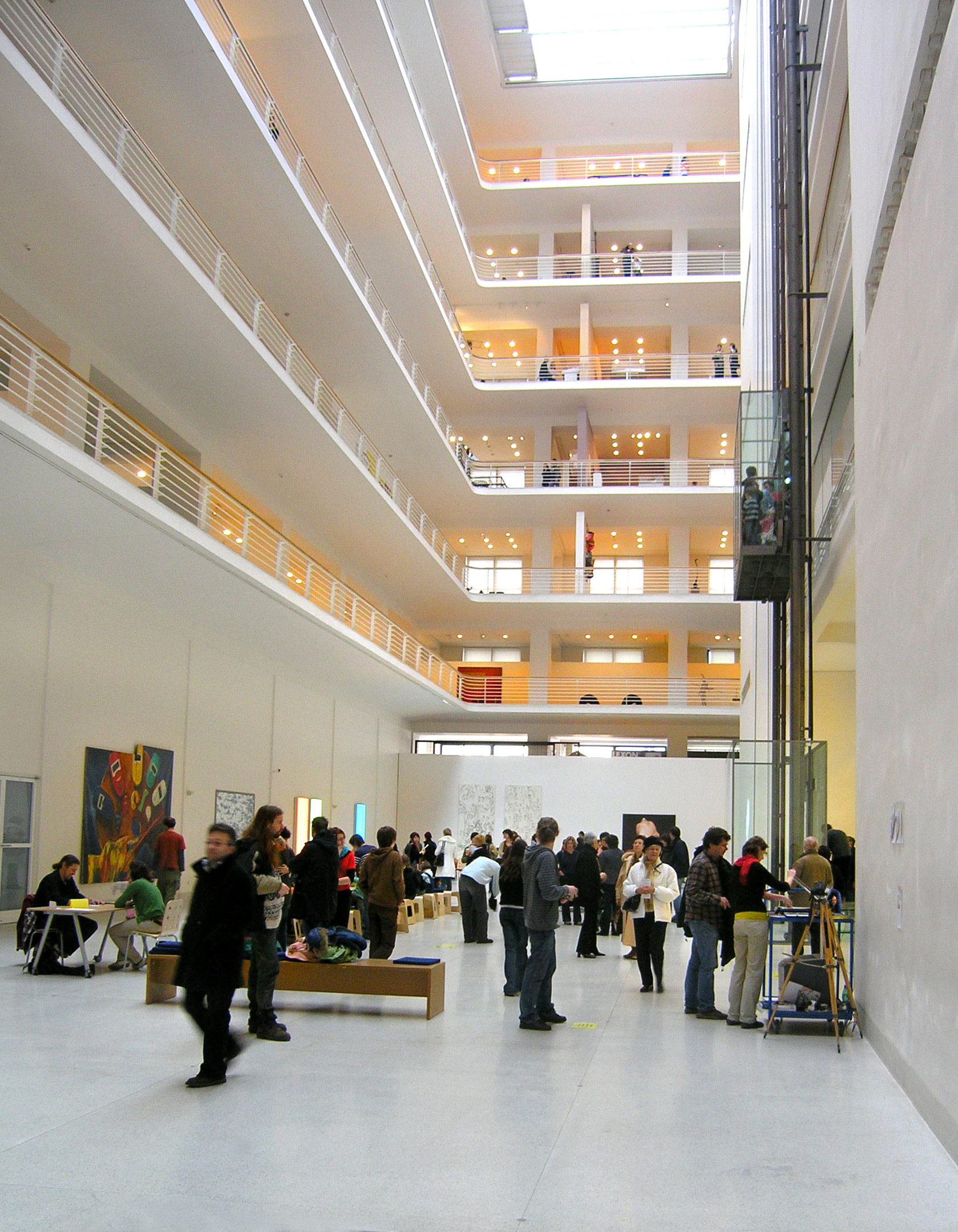
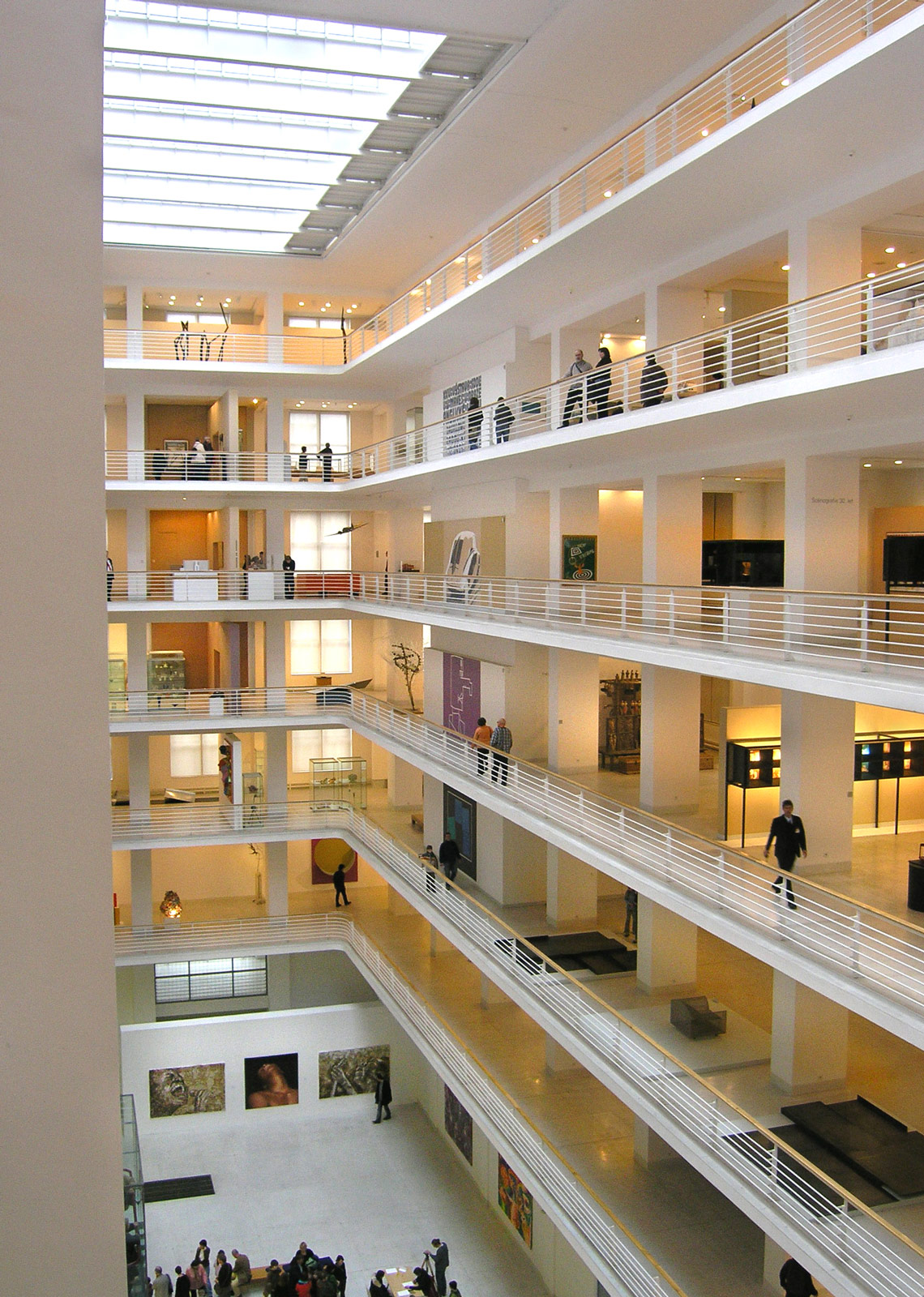